# CO2 laser
CO2 laser je plinski laser koji kao aktivni medij koristi molekule ugljikovog dioksida.

## Opis
Laser je građen gotovo isto kao i He-Ne laser: sastoji se od staklene cijevi ispunjene smjesom plinova: ugljikovog dioksida, dušika, helija i eventualno nekog drugog plina. Na krajevima se cijevi nalaze dva paralelna zrcala koja reflektiraju lasersku zraku natrag u cijev i tvore rezonator. U cijevi se nalaze i elektrode na koje je priključen visoki napon.
Visoki napon proizvodi mnoštvo brzih elektrona u cijevi koji sudarima predaju svoju energiju molekulama plina. Molekula dušika u pobuđenom vibracijskom stanju ne može predati svoju energiju emisijom fotona jer molekula dušika nema dipolni moment, a njegove vibracije ne pokazuju vremensku promjenu dipolnog momenta. Zbog toga su pobuđena vibracijska stanja dušika dugoživuća, odnosno metastabilna. Sudarima, molekula dušika predaje energiju molekulama ugljikovog dioksida. Energija vibracije molekule dušika gotovo je jednaka energiji antisimetričnog istezanja molekule CO2. Laserski prijelaz je između prvog nivoa antisimetričnog istezanja i prvog nivoa simetričnog istezanja ili prvog nivoa savijanja molekule CO2.
CO2 laser se može prilagoditi na valne duljine 9,4 μm i 10,6 μm, što je u infracrvenom području. Kako vibracijske razine imaju rotacijske podnivoe CO2 laser se zapravo može ugoditi na niz valnih duljina oko 9,4 μm i 10,6 μm. CO2 laser može raditi u kontinuiranom modu kao i u pulsnom modu koristeći Q-prekidanje.

## Primjena
CO2 laseri imaju jako veliki stupanj učinkovitosti, čak i do 20% (oko 20% se uložene energije emitira u obliku laserske zrake, što je puno više nego kod ostalih lasera). 
Zbog velike učinkovitosti, CO2 laseri mogu imati velike izlazne snage, pa se zbog toga koriste za obradu materijala: rezanje, bušenje i zavarivanje, a također i u kirurgiji.